# RN3 (Dschibuti)
Die RN3 ist eine Fernstraße in Dschibuti, die in der gleichnamigen Hauptstadt Dschibuti an der Ausfahrt von der RN1 beginnt und am Golf von Tadjoura endet. Sie ist 15 Kilometer lang.